# Campeonato Mundial de Caça Submarina
Spearfishing World Championship (em Português: Campeonato Mundial de Caça Submarina) é um torneio bi-anual de Caça submarina, também conhecido por pesca subaquática, sendo o mais tradicional torneio deste desporto.

## Palmarés
| Edição | Ano  | Campeão                 | Sede                         |
| ------ | ---- | ----------------------- | ---------------------------- |
| 1      | 1957 | Mario Catalani          | Lussimpiccolo, Iugoslávia    |
| 2      | 1958 | Jules Corman            | Sesimbra, Portugal           |
| 3      | 1959 | Terry Lentz             | La Valetta, Malta            |
| 4      | 1960 | Bruno Hermanny          | Palermo, Itália              |
| 5      | 1961 | Juan Gomis              | Almeria, Espanha             |
| 6      | 1963 | Bruno Hermanny          | Rio de Janeiro, Brasil       |
| 7      | 1965 | Ron Taylor              | French Polynesia, Taiti      |
| 8      | 1967 | Jean Tapu               | Cayo Avales, Cuba            |
| 9      | 1969 | Massimo Scarpati        | Islo Eolie, Itália           |
| 10     | 1971 | Raúl Choque             | Iquique, Chile               |
| 11     | 1973 | José Amengual           | Cadaqués, Espanha            |
| 12     | 1975 | Jean Baptiste Escalapez | Paracas, Peru                |
| 13     | 1981 | José Amengual           | Florianópolis, Brasil        |
| 14     | 1983 | Alejandro Flores        | Antofagasta, Chile           |
| 15     | 1985 | José Amengual           | Muro, Espanha                |
| 16     | 1987 | Renzo Mazzarri          | Istambul, Turquia            |
| 17     | 1989 | Renzo Mazzarri          | San Teodoro, Itália          |
| 18     | 1992 | Renzo Mazzarri          | Maiorca, Espanha             |
| 19     | 1994 | Jose Viña               | Ilo, Peru                    |
| 20     | 1996 | Pedro Carbonell         | Gijón, Espanha               |
| 21     | 1998 | Alberto March           | Zadar, Croácia               |
| 22     | 2000 | Pedro Carbonell         | Mataiea, Taiti               |
| 23     | 2002 | Pedro Carbonell         | Arraial do Cabo, Brasil      |
| 24     | 2004 | Stefano Bellani         | Iquique, Chile               |
| 25     | 2006 | Patricio Saez           | Sines, Portugal              |
| 26     | 2008 | Joseba Kerejeta         | Isla de Margarita, Venezuela |
| 27     | 2010 | Daniel Gospic           | Croácia                      |
| 28     | 2012 | Jody Lot                | Portugal                     |
| 29     | 2014 | Xavier Blanco           | Lima                         |
| 30     | 2016 | Vasiliou Giorgos        | Sirus                        |